# Mecklenburg (Schiff, 1903)
Die Mecklenburg war ein deutsches dampfbetriebenes Eisenbahnfährschiff, das von 1903 bis 1945 auf der Linie Warnemünde–Gedser als erste internationale Eisenbahnfähre fuhr. Im Jahr 1945 von den Alliierten beschlagnahmt, wurde sie als polnische Güterzugfähre 1950 bis 1953 zwischen Swinemünde und Ystad eingesetzt.

## Geschichte

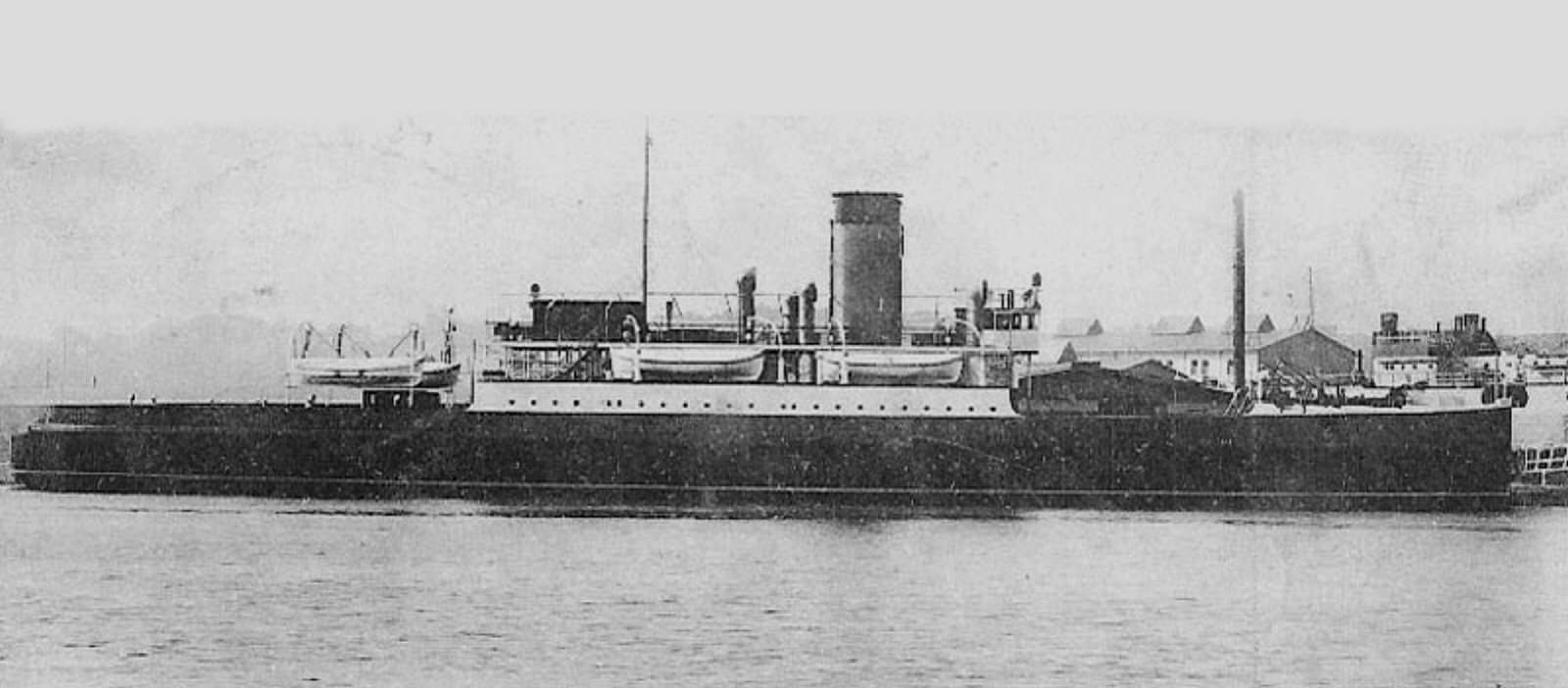
Schiff Mecklenburg (vor Umbau)

Am 9. Dezember 1900 vereinbarten Dänemark und Mecklenburg die Einrichtung eines Trajektes zwischen Warnemünde und Gedser sowie den Bau von Fährschiffen und -anlegern. Die Großherzoglich Mecklenburgische General-Eisenbahndirektion der Friedrich-Franz-Eisenbahn gab bei der F. Schichau Werft in Elbing die Schraubenfähre Mecklenburg und die Seitenradfähre Friedrich Franz IV. in Auftrag. Die Kosten betrugen ungefähr 900.000 Mark. Der Stapellauf der Mecklenburg erfolgte am 4. April 1903, die Indienststellung bei den Eröffnungsfeierlichkeiten der Trajektroute am 30. September 1903. Die Route war die erste internationale Eisenbahnfährlinie.
Im Ersten Weltkrieg wurde die Linie anfangs komplett eingestellt. Die beiden deutschen Fähren dienten vor allem zum Transport von Truppen und Ausrüstung entlang der Ostseeküste. Nur die dänischen Fähren hielten, als neutrale Schiffe gekennzeichnet, einen geringen Verkehr aufrecht. Die deutschen Fähren wurden nach Kriegsende vor allem zum Transport von alliierten Kriegsgefangenen eingesetzt, die über Dänemark und Schweden in ihre Heimat zurückkehrten.
Durch den Zusammenschluss der Länderbahnen ging die Mecklenburg 1920 in den Besitz der Deutschen Reichsbahn über. 1924 erhielt die Mecklenburg bei Umbauarbeiten einen zweiten Schornstein, um mehr Platz auf dem Gleisdeck zu erhalten. 1935/1936 erfolgte eine weitere Modernisierung. Nach Einführung der neuen deutschen Fähre Schwerin 1926 beförderte die Mecklenburg hauptsächlich Güter und hielt den eingeschränkten Winterdienst aufrecht. Im eisigen Winter 1928/1929 wurde sie in der Ostsee vom Eis eingeschlossen und musste, wie viele andere Schiffe auch, von Flugzeugen der Verkehrsfliegerschule in Warnemünde mit Fallschirmen proviantiert werden. Erst am 12. März befreiten zwei vom Reichsverkehrsministerium gecharterte sowjetischen Eisbrecher, Jermak und Truvor, das Schiff. Wie die ebenfalls im Eis steckengebliebene Schwerin war sie beschädigt und beide Fähren mussten in die Werft.

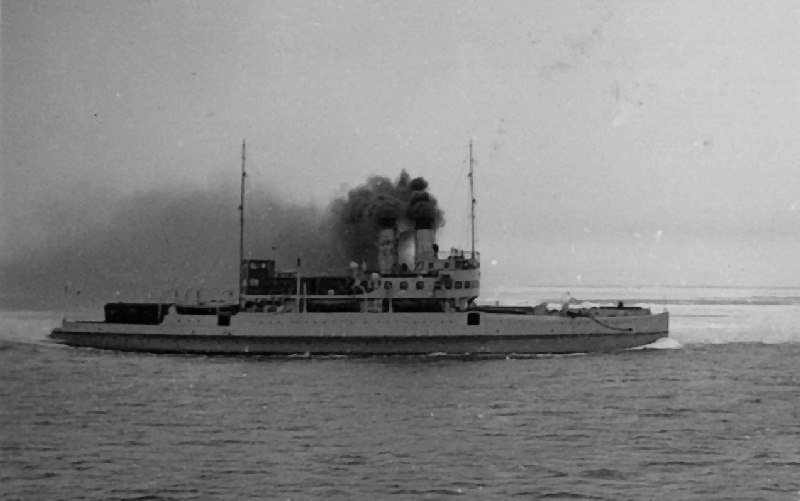
Fährschiff Mecklenburg 1941

Die deutsche Wehrmacht nutzte die Mecklenburg am Morgen des 9. April 1940 beim Überfall auf Dänemark (Operation Weserübung-Süd). Deutsche Truppen gingen als erste um 4:15 Uhr von der Fähre in Gedser an Land. Um ihre Anwesenheit so lange wie möglich zu verbergen, waren die Soldaten auf dem Deck der Fähre unter großen Planen versteckt.
Am gleichen Morgen kam auch die Schwerin zum Einsatz. Sie brachte weitere Truppen und militärische Ausrüstungsgegenstände nach Gedser. Hauptaufgabe der Truppen an diesem Morgen war die Einnahme der Storstrømsbrücke. Bis zum Abend hatte die deutsche Wehrmacht ganz Dänemark fast kampflos besetzt.
Während des Zweiten Weltkrieges befuhr die Mecklenburg weiter ihre Stammlinie und transportierte hauptsächlich Soldaten, Wehrmachtsgut und dänische Erzeugnisse, die nach Deutschland importiert wurden. Mit der Besetzung Warnemündes durch die Rote Armee am 1. Mai 1945 wurde der Fährverkehr eingestellt.
Die Mecklenburg wurde als Reparationsleistung an die Sowjetunion abgetreten. Im Herbst 1945 diente das Schiff zur Repatriierung von Polen und befuhr die Strecke Lübeck – Danzig. Die Sowjetunion gab das Schiff schließlich an Polen ab. Unter polnischer Flagge bediente die ehemalige Mecklenburg als Kopernik zuletzt die Eisenbahnfährlinie Swinemünde–Ystad, auf der sie vor allem Güterwagen mit Kohlen transportierte. Ab Ende 1953 wurde die ehemalige Mecklenburg dann als Wohn- und Werkstattschiff in Danzig genutzt, wo sie schließlich 1958 abgebrochen wurde.

## Technische Daten
Die Länge des Schiffes betrug 86 Meter, die Breite 14 Meter, die Breite über Scheuerleisten 17,7 Meter. Bei einer Seitenhöhe von 7 Metern betrug der Tiefgang 4,12 Meter. Die Vermessung wurde mit 1210 BRT / 532 NRT angegeben, bei einem Deplacement von 2100 Tonnen. Die Dampfmaschine hatte eine Leistung von 1840 kW. Das Schiff erreichte eine Geschwindigkeit von 13,4 Knoten. Auf zwei Gleisen mit insgesamt 125 Metern Länge konnten 15 Güterwagen transportiert werden.